# Mirosław Kurkowski
Mirosław Kurkowski (ur. 18 września1971, zm. 8 grudnia 2024 w Kulejach) – polski informatyk, doktor habilitowany nauk technicznych. W 2024 dziekan Wydziału Matematyczno-Przyrodniczego UKSW.

## Życiorys
W 1995 ukończył studia matematyczne w Wyższej Szkole Pedagogicznej w Częstochowie, w 2003 r. doktoryzował się na podstawie pracy zatytułowanej Dedukcyjne metody weryfikacji poprawności protokołów uwierzytelniania, której promotorem był dr hab. Marian Srebrny, w 2014 habilitował się na podstawie dorobku naukowego oraz monografii pt. Formalne metody weryfikacji własności protokołów zabezpieczających w sieciach komputerowych. 
Był zatrudniony na Uniwersytecie Jana Długosza w Częstochowie, w Wyższej Szkole Administracji i Zarządzania w Zawierciu, Państwowej Wyższej Szkole Zawodowej we Włocławku, Politechnice Częstochowskiej, Europejskiej Uczelni w Warszawie, na Uniwersytecie SWPS, Uniwersytecie Kardynała Stefana Wyszyńskiego w Warszawie i w Akademii Policji w Szczytnie.
Zaginął 3 grudnia 2024. Rektor UKSW w Warszawie ks. prof. Ryszard Czekalski poinformował w niedzielę 8 grudnia tego samego roku o śmierci zaginionego. Wcześniej tego dnia częstochowska policja potwierdziła znalezienie samochodu zaginionego w miejscowości Kuleje (k. Częstochowy), w którym znajdowały się zwłoki. 14 grudnia 2024 został pochowany w grobowcu rodzinnym na Cmentarzu Kule w Częstochowie